# Cyclaspis usitata
Cyclaspis usitata är en kräftdjursart som beskrevs av Hale 1932. Cyclaspis usitata ingår i släktet Cyclaspis och familjen Bodotriidae. Inga underarter finns listade i Catalogue of Life.